# Uroleucon pulicariae
Uroleucon pulicariae är en insektsart som först beskrevs av Hille Ris Lambers 1939.  Uroleucon pulicariae ingår i släktet Uroleucon och familjen långrörsbladlöss. Inga underarter finns listade i Catalogue of Life.